# Famille de Méhérenc de Saint-Pierre
La famille de Méhérenc de Saint-Pierre, anciennement Bouchard de Méhérenc, est une famille subsistante de la noblesse française et de la noblesse bretonne, d'extraction médiévale, originaire de Normandie. Sa filiation est suivie depuis 1328. Elle a été maintenue noble par arrêt du conseil du roi (sur rapport du ministre Jean-Baptiste Colbert) en 1669 . Elle figure sur la liste des membres de la Société des Cincinnati de France et à l'Association d'entraide de la noblesse française. Elle a été reçue trois fois aux honneurs de la Cour. À cette famille appartient la femme de lettres et exploratrice française Vefa de Saint-Pierre.

## Origine
Le nom Bouchard provient probablement d’un anthroponyme Bouchard issu du vieil allemand et devenu prénom.
Bien que l’on cite un Bouchard sieur de Méhérenc dès l’an 1272, la filiation n’est suivie que depuis Raoul Bouchard, sieur de Méhérenc, qui servit le roi à la bataille de Cassel en Flandre en 1328.
Méhérenc est le nom de trois sites normands éloignés les uns des autres : Méhérenc, fief entier de haubert dans la paroisse de Mortrée sous Argentan, Méhérenc fief de quart de chevalier à Trévières dans le Bessin, dans l’ancienne vicomté de Bayeux, et la Motte-Méhérenc, à Mesnil-Mauger. Olivier de Meshenenc, cité dans les rôles de l'échiquier de Normandie sous les rois d'Angleterre en 1180, devrait être un Méhérenc. Robert Méhérenc cité dans les mêmes rôle en 1198 en était un. Geoffroi ou Godefroi de Meherenc était en procès devant l’Échiquier de Normandie  dès l’an 1217. Bien que l’auteur ait attaché ce Méhérenc au lieu-dit Méhérenc d’Argentan, il s’agit bien déjà du Méhérenc de Trévières, celui que les Bouchard ont ensuite relevé par alliance. Au XVe siècle, Méhérenc était, à Trévières, fief de quart fief de haubert.
En 1390, les Bouchard de Méhérenc, et avec le soutien de témoins, s’affirmaient devant la justice de noble lignée.

## Généalogie simplifiée
Dès l’an 1372, la famille Bouchard de Méhérenc se divise en deux branches : celle de Méhérenc et celle des Londes, fief voisin. Elle abandonna à ce moment le vieux nom Bouchard. Les deux branches furent reconnues nobles lors de l’enquête de 1463 qui couvrit toute la Normandie. La branche du nom de Méhérenc seul vite tombée en quenouille et transmise par mariage d’héritière à d'autres lignages, ne subsista que celle des Londes qui ne tarda pas à se ramifier à son tour en plusieurs branches, la plus ancienne étant dès 1484 celle de Flottemanville dont sont issus les Méhérenc de Saint-Pierre. La plus prolifique fut celle de Laubel, il y eut aussi celles de Montmirel, du Quesnay, de Saint-Christophe, de Varenne et surtout de la Conseillère qui donna un théologien protestant d’Alençon, Pierre de Méhérenc, sieur de la Conseillère, ami du pasteur Pierre Jurieu. Ces branches se retrouvent dans les différentes enquêtes de noblesse qui ponctuent l’histoire de la Normandie : en 1523, en 1599, en 1635 et en 1666.

### Branche de Flottemanville

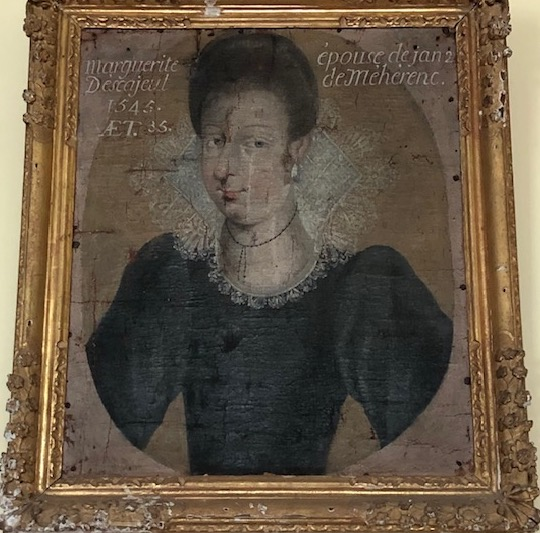

Partagé en 1484 par son frère aîné sieur des Londes, Philippe de Méhérenc épousa Jeanne Besnard et fut père de Jean I. Jean I épousa Catherine de Cairon puis Catherine de Marguerye et fut père de Nicolas. Nicolas épousa Marguerite d’Escageul avant janvier 1541. Ils furent parents de Jean. Jean II épousa Barbe de Marguerye et fut père notamment de Pierre.
Le détail de la généalogie de cette branche est fournie par l'ouvrage de François-Alexandre Aubert de La Chesnaye-Desbois.

### Branche de Saint-Pierre

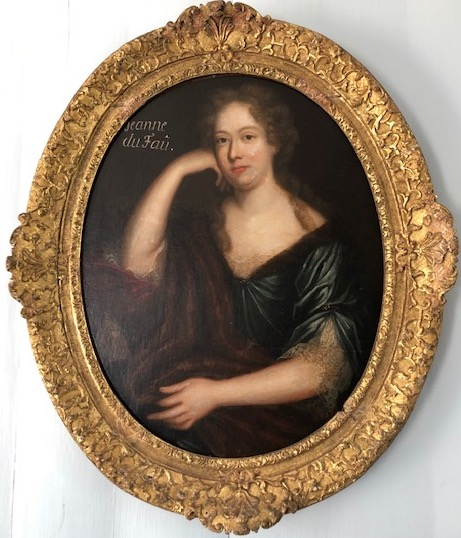
Portrait de Jeanne du Fau épouse de Pierre de Méhérenc de Saint-Pierre

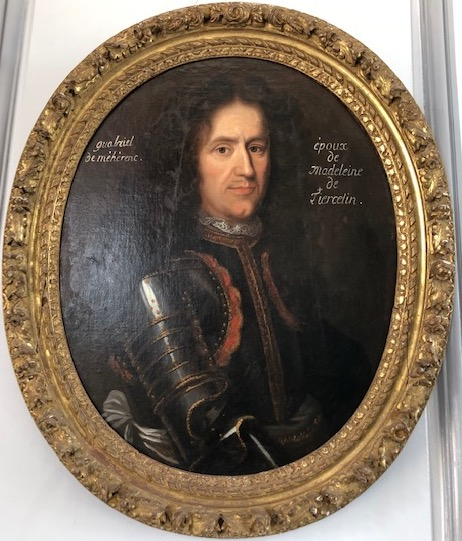
Portrait de Gabriel de Méhérenc « marquis » de Saint-Pierre

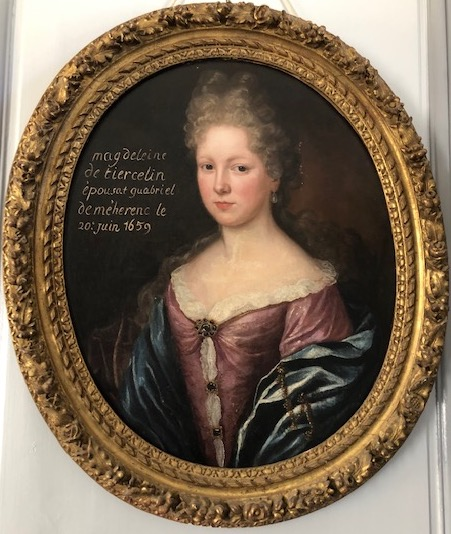

Pierre de Méhérenc, sieur de Saint-Pierre, quitta la Normandie pour épouser une bretonne, Jeanne du Fau, issue d’un lignage d’ancienne extraction chevaleresque avec laquelle il acheta la terre de Cunfiou en Inguiniel. Ils furent parents de Gabriel.
Gabriel de Méhérenc, gentilhomme ordinaire de la chambre du roi par provision de 1656, épousa en 1659 la fille du marquis de Tiercelin de Brosses, chevalier de Saint-Michel. Dans son contrat de mariage il est qualifié de marquis de Saint-Pierre, fait que signala spécialement le ministre Colbert lorsqu’il fit rapport de sa maintenue de noblesse devant le conseil du roi Louis XIV en 1666, décision enregistrée par le Conseil d’État en 1669. Gabriel de Méhérenc de Saint-Pierre, résidait alors en son hôtel en l’île Saint-Louis à Paris et possédait le château de Saint-Jean-de-Beauregard près de Versailles.
Gabriel de Méhérenc de Saint-Pierre succombe à la suite d'un duel avec son voisin et suzerain local le marquis de Pontcallec en juin 1675. Sa famille lui fit alors ériger un monument à l’endroit de sa mort en Inguiniel. Par sa femme, Saint-Pierre était d’ailleurs proche parent du duc de Chaulnes qui réprima la révolte du Papier timbré la même année 1675[réf. nécessaire].
Le fils de Gabriel, Michel-Henry, « 2e marquis de Saint-Pierre », assista aux États de Bretagne en 1728 où il fut convoqué (et logé) sous le titre de marquis de Saint-Pierre.

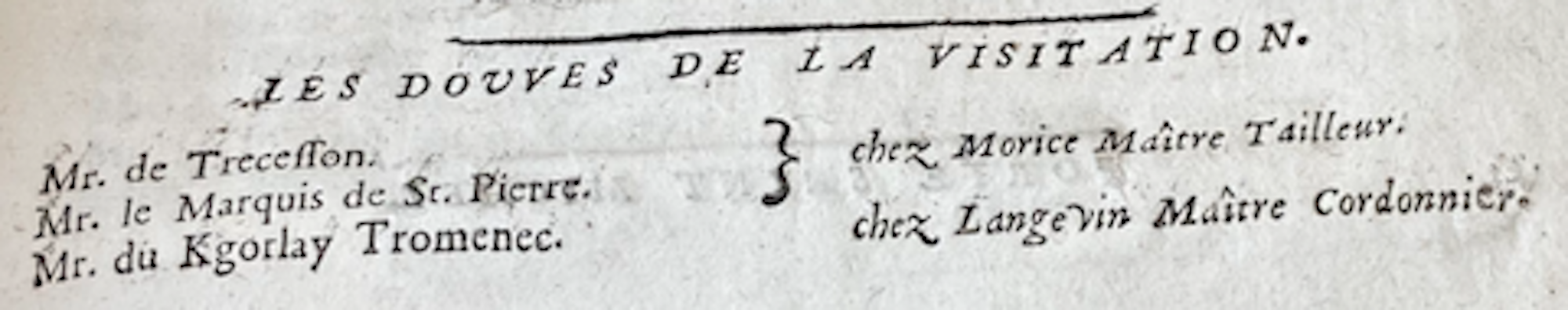

Il épousa Thérèse Le Chaponnier. Dans la corbeille de la mariée, il trouva le château du Bois de la Salle en Pléguien, un manoir hérité par mariages successifs depuis au moins l’an 1350 par les Péan, puis les du Magoer ou Maugouer, les Le Chaponnier, et enfin les Méhérenc de Saint-Pierre qui le possèdent depuis plus de trois cents ans. De ce mariage sortirent deux rameaux.

#### Rameau aîné
Leur petit-fils aîné Jean Henry Rolland, « 3e marquis de Saint-Pierre » (1740-1781) fut admis page de la Petite Écurie à 14 ans et se destina à une carrière militaire mais il décéda jeune, sans enfant de son épouse Marie-Paule de Vienne.
Son frère cadet Pierre-Auguste-Bonable, « 4e marquis de Saint-Pierre », entra au service de la flotte royale à treize ans en décembre 1755 et, ayant gravi les échelons conformément à la législation en vigueur, était lieutenant des gardes du pavillon lorsqu’il fut fait chevalier de Saint-Louis en 1776. Il participa alors à plusieurs batailles décisives de la guerre d’Indépendance des États-Unis, en particulier au combat de la Grenade, juillet 1779, et au siège de Savannah, ce qui lui valut d’être admis à la société des Cincinnati de France par lettre du comte Charles Henri d’Estaing du 16 août 1784. Retiré du service pour raison de santé en 1785 avec le grade de capitaine de vaisseau, il accepta en 1788 de conduire la délégation de la noblesse bretonne qui obtint la libération des précédentes délégations embastillées par Louis XVI pour avoir réclamé le rétablissement du parlement de Bretagne dans ses pleines prérogatives. Il émigra en 1792 pour rejoindre l'armée royaliste. Il fit partie de l'état-major de 17 officiers supérieurs et généraux chargés de préparer le débarquement de Quiberon en 1795 soutenu par l'Angleterre pour aider les Chouans contre les armées républicaines. Sur le terrain, il occupe un poste de commandement important sous l'autorité du comte de Vauban, lui-même placé sous l'autorité du lieutenant général de Puisaye. Il ne réchappa du combat que d’extrême justesse à la nage, y perdant un frère et un cousin. Refusant de naviguer sous commandement anglais, il se réfugia à Jersey aux îles anglo-normandes où il vécut modestement comme jardinier jusqu’à l’amnistie de 1802 qui lui permit de rentrer en Bretagne. Retiré dans son château, il y secourut la population pendant la disette de 1816. En 1823, la Restauration le fit contre-amiral. Il mourut en 1827. Il avait épousé à Pleyber-Christ le 27 février 1786 Anne Marie Louise Barbier de Lescoet, deux de leurs trois enfants périrent jeunes à Jersey, il ne resta qu’un fils, Auguste Roland, « 5e marquis de Saint-Pierre », né à Jersey en 1800, mort en 1886, commandeur de l’ordre de Saint-Grégoire-le-Grand.

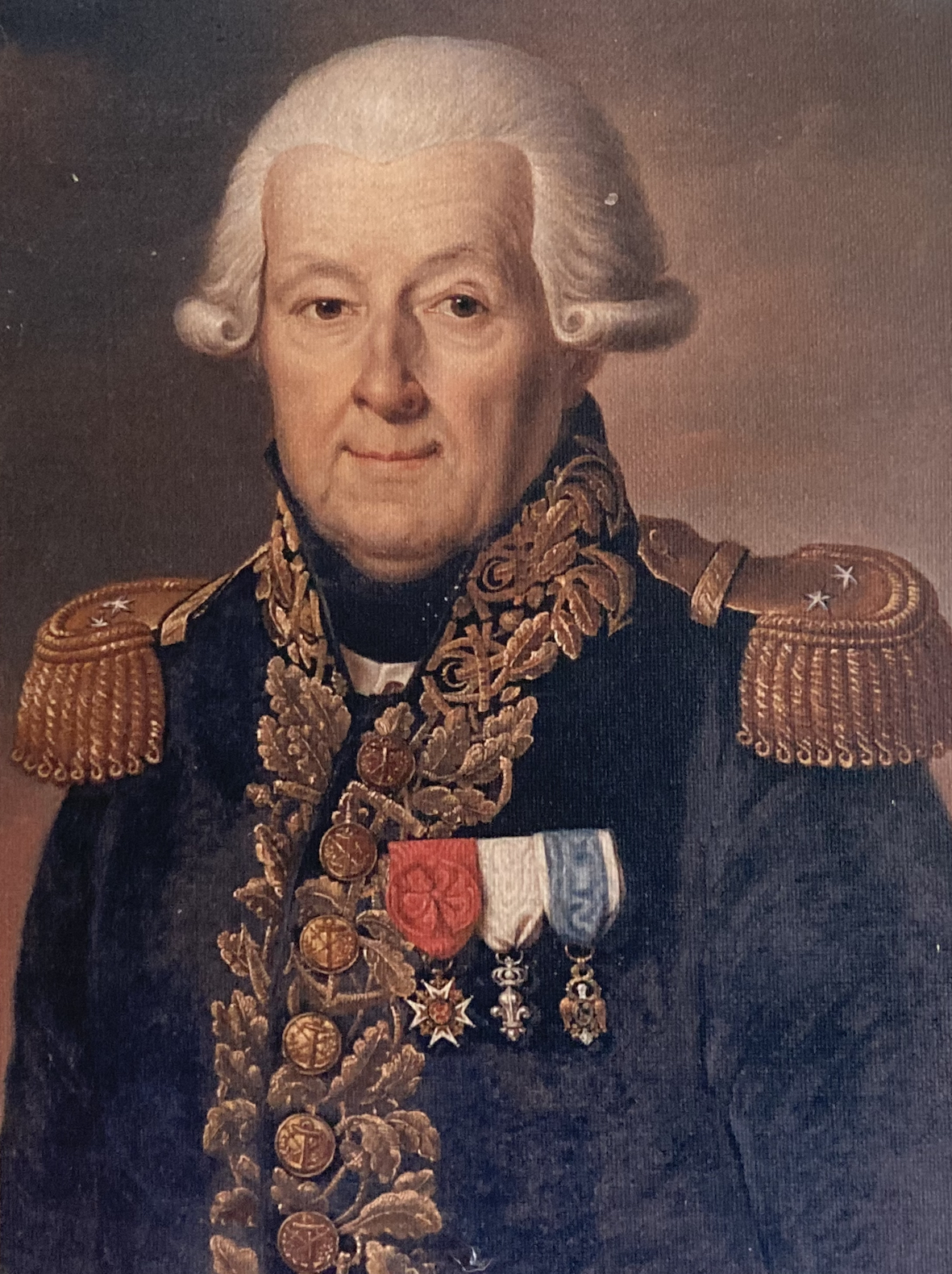

Le « marquis de Méhérenc de Saint-Pierre » fut parmi les fidèles qui entouraient le comte de Chambord exilé à Lucerne comme en témoigne Paul de Léséleuc de Kerouara et son fils Henri, « vicomte de Méhérenc de Saint-Pierre », fut à la fois l'émissaire et l'aide de camp du prétendant au trône royal ; Henri de Mélérenc de Saint-Pierre fut maire du Leslay à partir de 1919.
Son petit-fils Yves, « 7e marquis de Saint-Pierre » (1890-1959), officier de cavalerie, se distingua au combat et fut l’un des membres de cette famille à recevoir la croix de guerre 1914-1918 (France).
L’un des frères d’Auguste Bonable, Auguste-Henry (1742-1795), officier, fut admis aux honneurs de la cour en 1786, émigra pour rejoindre l'armée royaliste, commanda une troupe chouanne, mais périt fusillé à Auray au moment du débarquement de Quiberon en 1795.

#### Rameau cadet
Henry Joseph de Méhérenc de Saint-Pierre (1717-1785), fils cadet de Michel Henry et de Thérèse Le Chaponnier, fut capitaine général du bataillon des garde-côtes de Landerneau. Il épousa Marie Guillemette de Kerengar et eurent pour fils aîné René Auguste Anicet.

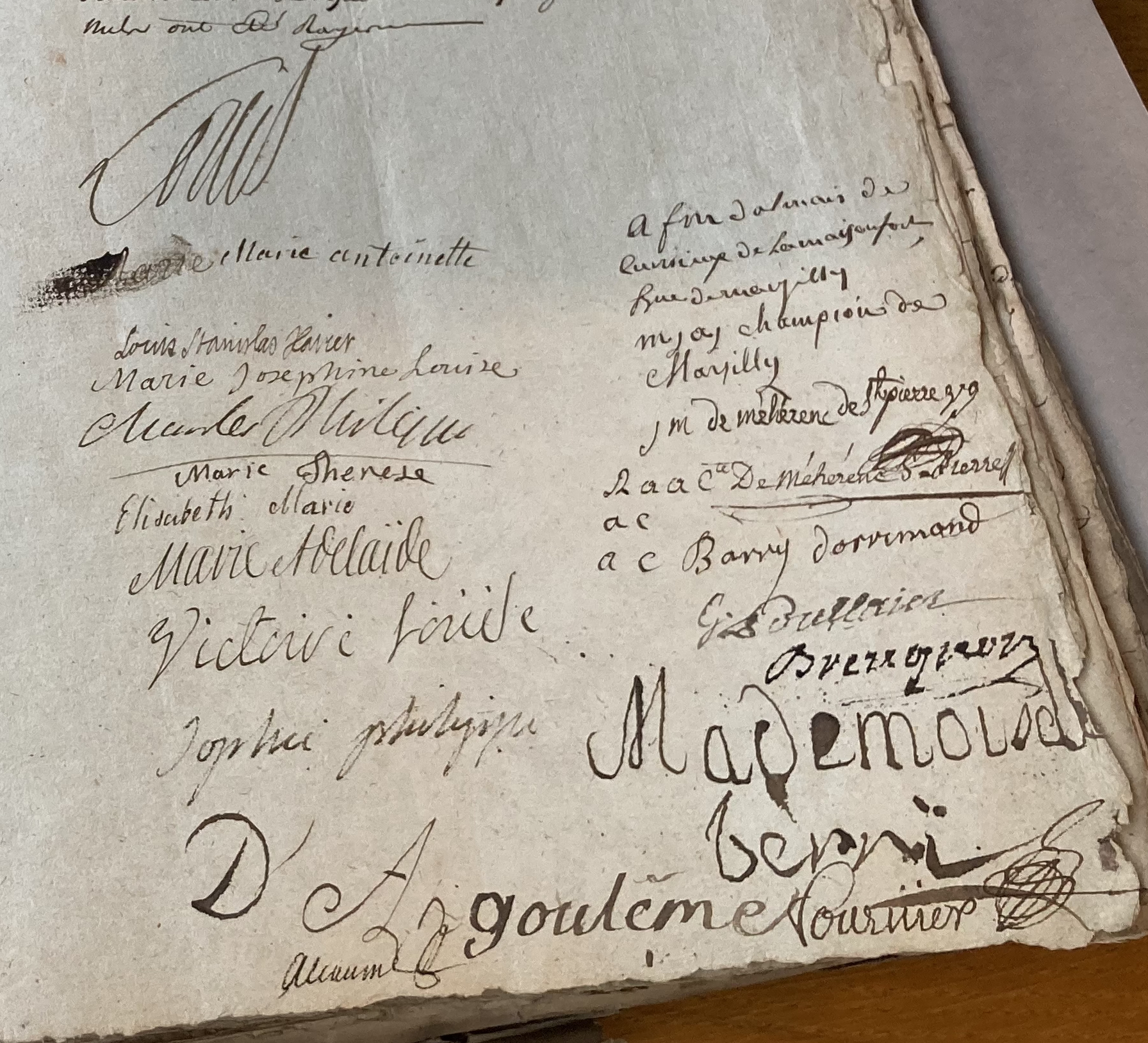

René-Anicet de Méhérenc de Saint-Pierre épousa en 1781 une demoiselle Champion de Marsilly, fille de la sous-gouvernante des enfants du comte d'Artois. La famille royale assista au contrat de mariage : le roi Louis XVI, la reine Marie-Antoinette, les deux frères du rois (futurs Louis XVIII et Charles X) et leurs épouses respectives, mais aussi la sœur du roi, et même ses quatre tantes, les filles de Louis XV. De ce fait, le contrat de mariage porte la signature de trois rois de France. René Anicet de Méhérenc de Saint-Pierre, officier, fut officiellement admis aux honneurs de la cour en 1786. Il participa à la défense de Maestricht contre les armées républicaines en 1792. Il fut également tué dans le débarquement de Quiberon.

## Personnalités
- Joseph-Marie de Méhérenc de Saint-Pierre, vicaire général du diocèse de Chartres[46] avant la Révolution, que l'on retrouve aumônier général des Écoles militaires sous l'Empire.
- La femme de lettres et exploratrice Vefa de Saint-Pierre, épouse de Joseph Potiron de Boisfleury.
- Deux théologiens protestants[47] : Pierre et son fils Louis[48]. Louis perdit sa femme et ses filles dans sa fuite[49]. Il fut auteur d'un ouvrage posthume paru en 1702 : "Lettres d'un père à sa fille pour la retirer des erreurs et des superstitions de l'Église romaine où elle était tombée dans les Nouvelles catholiques de Rouen"[50]. Un autre Pierre de Méhérenc de la Conseillère, fils de Louis se convertit au catholicisme en 1732[51].
- Samuel de Méhérenc[52], chevalier de l’ordre militaire de Saint-Louis, lieutenant du roi à Béthune, baptisé protestant à Caen le 11 novembre 1676, capitaine de dragons au régiment de la Vrillière en 1702, épousa le 24 mai 1721 à Béthune Louise-Thérèse de la Roche-Aymon en présence du marquis de Vauban, d’où Albert-François-Isaac de Méhérenc né à Cricqueville le 20 mai 1725.

## Possessions
Fief et manoir des Londes à Trévières, devenu les Tourailles, château de Varreville à Maisy (14), manoir de Flottemanville à Trévières, manoir fortifié de Montmirel (14), château de Saint-Christophe de Chaulieu (61), manoir et fief de Cunfiou (56), château de Kerviden (56), château du Bois de la Salle à Pléguien (22), château de Saint-Jean-de-Beauregard (91), manoir de l'Aumosne (35), château de Beaumanoir en Le Leslay (22), château de Javercy (28).
Encore possédés par les Méhérenc de Saint-Pierre ou leurs proches descendants : château de Mondomaine (37), château du Pally (85), manoir de Menez Kamp (29), château de Kerandraon-Gournois (56), château de Quelennec (22), manoir de Kertugal (22), château de Baisnat (80), château de Kerrozenn (22).

## Armes

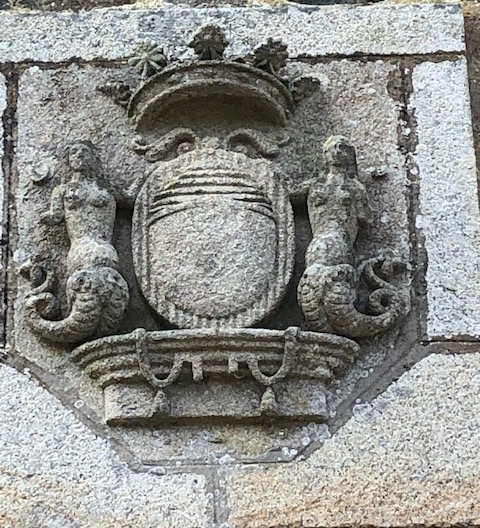

La famille de Méhérenc de Saint-Pierre porte d’argent au chef d’azur à la bordure de gueules. Sa devise est Noli arma foedari vel non loqui / Fais honneur à tes armes ou n’en parle jamais.

## Alliances
D’Escrammeville, de Thaon, Suhard du Chastellier, de la Haye, de Malherbe, de Mauny, Besnard, de Grosparmy, de Marguerye, d’Escageul, de Bricqueville, du Bosc, d’Aigneaux, de Gournay, de Hacquetot, de Cabazac, du Mesnil et autres en Normandie.
Du Fau, de Tiercelin de Brosses, le Chaponnier, Barbier de Lescoet, de Kerangar, de Kersauzon, de Marsilly, Desclos de la Fonchais, Chauchart du Mottay, Henry de Beauchamp, de Roscollin, de Cacqueray et autres en Bretagne et à Paris.
XIXe siècle : de Robien, de Lespinay, de Montigny, de Montbret, de la Noue, de Tinguy, de Quelen, de Lestapis, Espivent de La Villesboisnet, Catuelan, du Breil de Pontbriand, Cauvel de Beauvillé, entre autres.
XXe siècle : de Lestapis, Blanchet de la Sablière, Monjaret de Kerjégu de Keranflec'h-Kernezne, de Panevinon de Marsat, Bazin, de Menou, Sourdeau de Beauregard, Desclos de la Fonchais, de Poulpiquet, Maillard, Géliot, de Lignières, Hingant de Saint-Maur, de Lantivy de Trédion, de Vitton de Peyruis, Houlier de Villedieu,  Van der Cruisse de Waziers, Brincard, Macé de Gastines, Hentsch, Gilart de Keranflec'h, de la Guerrande, de Chavagnac, Lubomirski, de Silguy, Brillat-Savarin, de Viry, de Vial, Gourlez de la Motte, de la Berrutière de Saint-Laon, de Rougé, Géliot, de Lauzanne, de Fraguier, Potiron de Boisfleury, le Marchand de Guignard de Saint-Priest, de Nicolaÿ, de Lanversin, de Malliard, Hentsch, Guillaume, Poumeau de Lafforest, de La Cropte de Chantérac, de Pioger, de La Poëze d'Harambure, Le Tourneux de la Perraudière, Mérillou.
Paul de Saint-Pierre (1922-2017) a épousé Anne de Malliard (1925-2007). Yann de Saint-Pierre, né en 1950, est l'époux de Dominique Hentsch.
L’épouse de Marc Guillaume, ancien secrétaire général du Conseil constitutionnel puis du Gouvernement, conseiller d'État, actuel préfet d'Île-de-France, préfet de Paris, est née Guenola de Méhérenc de Saint-Pierre.

## Pour approfondir